# Таментит
Таментит (араб. تامنطيت‎) — небольшой город и коммуна в центральной части Алжира, в вилайете Адрар. Входит в состав округа Фенугиль.

## Географическое положение

Коммуна Таментит

Город находится на севере центральной части вилайета, на территории одного из оазисов северо-западной Сахары, на расстоянии приблизительно 1030 километров к юго-юго-западу (SSW) от столицы страны Алжира. Абсолютная высота — 244 метра над уровнем моря.
Коммуна Таментит граничит с коммунами Сбаа, Аугрут, Тимоктен, Фенугиль, Улед-Ахмед-Тимми и Адрар. Её площадь составляет 6937 км².

## Климат
Климат города характеризуется как аридный жаркий (BWh в классификации климатов Кёппена). Осадки в течение года практически отсутствуют (среднегодовое количество — 15 мм). Средняя годовая температура составляет 24,6 °C. Средняя температура самого холодного месяца (декабря) составляет 11,1 °С, самого жаркого месяца (июля) — 37 °С..

## Население
По данным официальной переписи 2008 года численность населения коммуны составляла 9481 человек. Доля мужского населения составляла 50,4 %, женского — соответственно 49,6 %. Уровень грамотности населения составлял 75,6 %. Уровень грамотности среди мужчин составлял 85,9 %, среди женщин —65,2 %. 5,9 % жителей Таментита имели высшее образование, 17,9 % — среднее образование.